# قصعين برودي
قصعين برودي (الاسم العلمي:Salvia frigida) هو نوع من النباتات يتبع جنس القصعين من الفصيلة الشفوية.